# NoFap
NoFap — веб-сайт, форум на Reddit и сообщество, служащее группой взаимопомощи для людей, желающих отказаться от порнографии и мастурбации. Название сайта происходит от сленга фэп (англ. fap), который используется для обозначения мужской мастурбации. Сообщество NoFap представляет собой одну из разновидностей движения против порнографии (англ. Opposition to pornography).

## Создание
NoFap был создан в июне 2011 года американским актёром Александром Родсом (англ. Alexander Rhodes) после того, как на известном форуме Reddit была выпущена статья про китайское исследование мастурбации и порнографии 2003 года. В эксперименте участвовало 28 добровольцев. Исследование показало, что у мужчин, которые воздерживаются в течение семи дней, колебания уровня тестостерона были незначительными. Однако на седьмой день произошёл скачок гормона на 145,7 % по сравнению с предыдущим состоянием. Полученные данные являлись на тот момент первыми, которые подтверждали периодические изменения уровня тестостерона в крови у мужчин в зависимости от частоты их эякуляций.
В начале Родс создал сообщество на Reddit с названием NoFap. Там проводились еженедельные и ежемесячные задания по воздержанию от просмотра порнографии и занятием мастурбацией, а затем добавили систему счёта дней.
Число пользователей сообщества NoFap в Reddit увеличилось более чем втрое за два года. Поэтому Родс решает создать форум вне Reddit и называет его NoFap.com. Уже долгое время NoFap.com является местом, где люди, взяв на себя обещание воздерживаться от мастурбации и порнографии в течение некоторого периода времени, могут делиться своим опытом и помогать другим в достижении их целей.

## Убеждения
Сторонники NoFap движения утверждают, что после продолжительного полового воздержания они испытывают в основном положительное воздействие на психику и физиологию. Поскольку восстанавливается нарушенная (как при наркомании и алкоголизме) система вознаграждения. Наиболее заметно они ощущают в себе такие эффекты, как:
- социальная адаптация;
- уверенность в себе;
- концентрация внимания;
- приток энергии;
- эмоциональная стабильность;
- счастье;
- привлекательность.

Некоторые из них обосновывают это тем, что их «мозги» были извращены порнографией.

## Критика
Американская медицинская ассоциация отрицает вред мастурбации. Согласно американской медицинской диагностике (англ. The Merck Manual), мастурбация считается ненормальной, если она практикуется с целью подавления полового возбуждения к партнёру или совершается публично. Отрицание носит идеологический характер и не подкреплено научными исследованиями.